# Physostegia
Фізостегія (Physostegia) — рід квіткових рослин з родини глухокропивові (Lamiaceae), що походить із Північної Америки (США, Канада, північна Мексика). Прямостоячі кореневищні трав'янисті багаторічні рослини, що населяють вологі, сонячні місця. Влітку вони виростають до 2 м з пурпуровими або рожевими трубчастими квітками у волоті.

Найпоширеніший вид — Physostegia virginiana.

## Види
1. Physostegia angustifolia Fernald
2. Physostegia correllii (Lundell) Shinners
3. Physostegia digitalis Small
4. Physostegia godfreyi P.D.Cantino
5. Physostegia intermedia (Nutt.) Engelm. & A.Gray
6. Physostegia ledinghamii (B.Boivin) P.D.Cantino
7. Physostegia leptophylla Small
8. Physostegia longisepala P.D.Cantino
9. Physostegia parviflora Nutt. ex A.Gray
10. Physostegia pulchella Lundell
11. Physostegia purpurea (Walter) S.F.Blake
12. Physostegia virginiana (L.) Benth.